# バーバパパ

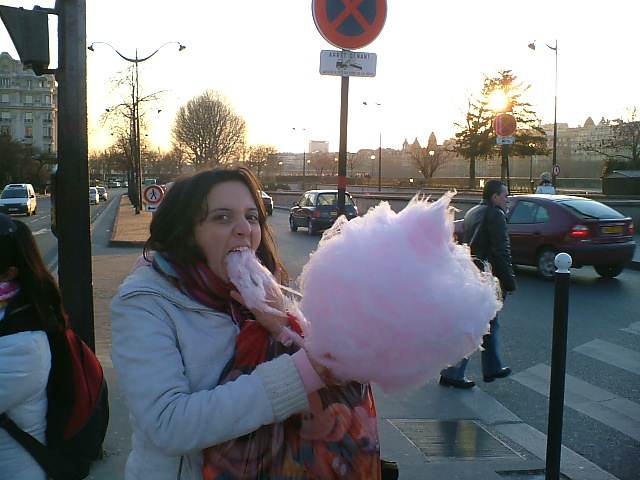
由来となったBarbe à papa

『バーバパパ』（仏: Barbapapa）は、フランスの絵本作家アネット・チゾンとアメリカの絵本作家タラス・テイラー夫妻による絵本、およびそれらに登場するキャラクターの名前である。
名称の由来はフランス語: Barbe à papaで、日本語に直訳すると「パパのひげ」のことで、転じて「綿菓子」も意味する。このキャラクター名は、「綿菓子」と「パパ」の2語をかけたもの。

## 来歴
1970年代にチゾンとテイラーが共にパリのリュクサンブール公園を散歩中、ある子供が両親に「barbe à papa」と話しているのをテイラーが耳に挟んだ。アメリカ人のテイラーはフランス語が分からなかったのでその意味をチゾンに聞いたところインスピレーションを受け、パリのカフェでいたずら書きした手紙からバーバパパが生まれた。
その後出版が始まり、作品はフランス語で制作され、その後多くの言語に翻訳された。同題名で3度アニメ化もされている。
日本では、児童文学作家・翻訳家の山下明生によって初めて翻訳された。
生みの親の一人であるタラス・テイラーは、2015年2月19日にパリで死去した。82歳。

## ストーリー
庭から生まれたバーバパパは、どんな形にも変形する力「バーバトリック」を持つ不思議な生き物。バーバママとの間に7人の子供も生まれ、バーバ一家は人間の子供たちと一緒に遊び、いろいろな発見をし、時には社会問題にあたっていく。

## 書籍

### おばけのバーバパパ
山下明生訳 偕成社、1972年、ISBN 4032021309 他
シリーズ第1作。とある家の庭の土から生まれたバーバパパが、周囲に疎まれながらも自分の居場所を探し続け、最後に人々に受け入れられるという話。
この本のみサイズが他と異なる。山下にとっては初の翻訳作品となった。
原題は「Barbapapa」。邦題は『オバケのQ太郎』を意識したもの。

### バーバパパえほん
1975年以降は講談社がライセンスを持っていた。この表記は講談社の広告より。
バーバパパたびにでる
伴侶を探して旅に出るバーバパパ。ロンドン、インド、ニューヨーク、宇宙などを訪れたが見つからず、帰ってきた直後に家の庭でバーバママが生まれて結婚。ラストでは子供たちが生まれる。前作が好評だったのでこの本からシリーズ化され、サイズも横に大きくなった。
バーバパパのいえさがし
子供たちが生まれて家族が増えたことに伴い、バーバ一家が家を探し、最終的には自分たちで現在の家を建てる。子供たちの特技が確立したのもこの話だった。また現在の家が建つ、泉があり川の流れ出る切りたった丘に着く直前のページでは、次話の伏線となる描写もなされている。
バーバパパのはこぶね
水質・大気等の汚濁や贅沢のための狩猟などにより地球に住めなくなった動物たちを、環境の良い星まで運ぶという内容。最終的には人間たちが反省し、自然を取り戻したことから地球に戻る。執筆当時の環境問題をテーマに扱っている。
バーバパパのがっこう
人間のきつ過ぎる教育に警鐘を鳴らすため、バーバ一家が子供たちの特技を生かして愉快な学校を主催する。
バーバパパのだいサーカス
バーバ一家が子供たちを喜ばせるために、サーカスや劇などを催す。
バーバパパのプレゼント
バーバズーのクリスマスプレゼントである南国の鳥たちを、寒さから守るために奮闘するというもの。特にバーバピカリは全面協力したが、結局最後は南の島へ逃がすことになる。
バーバパパのしまづくり
野いちごを摘みに行ったバーバ一家が、フクロウが住んでいる木を守るために奮闘する。この話では、家族全員が頑張る中バーバモジャだけが全く協力せずに絵ばかり描いており、最後になってバーバパパに説教されるという教訓的な要素がある。バーバモジャ本人は「一家の歴史の本の出版のためだ」と言っている。
バーバパパのなつやすみ
バーバ一家が南の島で夏休みを過ごす。唯一バーバ兄弟が喧嘩をするエピソード。
バーバパパかせいへいく
火星へ行ったバーバ一家が火星人のプンプンファミリーと出会い、謎の緑の怪物と戦う。怪物は実は、バーバブラボーが密かに持ってきたインゲン豆である。

### バーバパパミニえほん
上記までは大型サイズだったが、このシリーズは小型のサイズにして多数刊行された。一冊あたりのページ数も減らしており、またキャラクター紹介も収録されている。現在はシリーズ名を「バーバパパのちいさなおはなし」に変えただけでなく、表題が「バーバパパの」で無いものが絶版になり、巻数や初版日付もリセットされている。
1. バーバパパのアフリカいき（現版では11巻）
2. バーバパパのこもりうた（現版では13巻）
3. バーバパパのジュースづくり
4. バーバパパのおんがくかい
5. バーバパパのうみにでる（現版では6巻）
6. バーバパパののみたいじ（現版では4巻）
7. バーバパパのふうせんりょこう（現版では2巻）
8. バーバモジャのおしゃれ
9. バーバズーとまいごのたまご
10. バーバママのかわいいこうし
11. バーバパパのたんじょうび
12. バーバパパのクリスマス
13. バーバズーのすてきなおんしつ
14. バーバベルのレースあみ
15. バーバリブほんをつくる
16. バーバブラボーのかじやさん
17. バーバパパのすいしゃごや（現版では3巻）
18. バーバモジャのつぼつくり
19. バーバズーのひつじかい
20. バーバピカリのとけいやさん
21. バーバパパのしんじゅとり（現版では5巻）
22. バーバママのだいくさん
23. バーバララのびんつくり
24. バーバパパのがっきやさん（現版では18巻）

### バーバパパ・知識のえほん
1. バーバパパのABC
2. バーバパパのいろあそび
3. バーバパパのかずのほん
4. バーバパパのかたちさがし
5. バーバパパのめいろのたび
6. バーバパパのちえあそび

### バーバパパたんけんシリーズ
アニメ三作目の原作となった最初のシリーズ。絶版。
1. あふりかのかわ
2. こおりのはらっぱ
3. あまぞんのもり
4. とおいさばく

### 能力開発絵本 バーバパパ世界をまわる
アニメ三作目からの絵本。他の絵本と比べ、外カバーが無い特徴を持つ。下記のシリーズ発売後、絶版となった。
1. アンデスきかんしゃをとめて！
2. オーストラリアやまかじをけせ！
3. ニューギニアあかちゃんをまもれ！
4. ボルネオなみをこえてゆこう！
5. ヒマラヤモジャをかえして！

### バーバパパ 世界をまわる
上記のリメイク版で、外カバーが付いた。
1. バーバパパのどうぶつさがし
2. バーバパパとうみがめのおやこ
3. バーバパパときえたこぐま
4. バーバパパのパンダさがし
5. バーバパパのさんごしょうたんけん
6. バーバパパペンギンのくにへ

### バーバパパのコミックえほん
日本語版コミックが、2015年11月26日に講談社から出版された。
1. バーバママ火山へいく
2. バーバピカリと小さくなる薬
3. バーバパパとまぼろしのピラミッド
4. バーバブラボーは名探偵
5. バーバパパのおもちゃ工場
6. バーバパパと恐竜

## 登場キャラクター
ここに記載されているキャストは三作目のものである。一作目と二作目は非常に出演者が少ないため、後述を参照。

### 両親
バーバパパ（英・仏: Barbapapa）
声 - 茶風林
体色は桃色。本作の主人公。困っている人を見ると放っておけない優しい性格の持ち主。
当初は「大きすぎる」との理由で動物園に入れられ、檻から出たために追い出されて、道路を通行するにも邪魔者扱いされる始末だったが、火事での人助けや、動物園から脱走した豹を捕らえた事などを通じて人気者になる。
フランス語で綿菓子はバーバパパといい、直訳すると「お父さんのヒゲ」である。
ベジタリアンなのでお肉を食べない。
バーバママ（英・仏: Barbamama）
声 - 潘恵子
体色は黒。頭頂部に飾った花の色は赤。バーバパパの妻。料理が上手で、子供思いの母親。
バーバパパが寂しくなってバーバ仲間を世界中、さらには宇宙まで探し回ったが見つからず 家に戻ったところ、バーバパパが最初に生まれた庭から生まれてきた。
彼ら/彼女らは卵生である。

### 子供たち
日本語版の子供たちの名前は、英語名またはフランス語名の翻訳や、一部日本の子供に理解しにくいものは日本語版独自にイメージでつけられたものもある。

#### 男の子
バーバブラボー（英: Barbabravo / 仏: Barbidur）
声 - くまいもとこ
体色は赤だが、誕生時はピンクだった。兄弟たちの中では一番上の長男。
運動が好きで、よく鉄アレイを持ち上げている。他にも、食いしん坊だったり、ロリータやバーバズーなどと組んで探偵に扮したりと、意外な面もある。
お兄さんらしくリーダーシップを張る行動も取る。
バーバズー（英: Barbazoo / 仏: Barbidou）
声 - 松岡洋子
体色は黄色。兄弟たちの中では三番目で次男。
生き物を愛する優しい性格で、自然科学に詳しい。オオハシくん（後述）と非常に仲が良い。
兄弟たちの中ではバーバーブラボーと一番仲が良く、探偵に扮したブラボーの助手になる事もある。バーバベルとも相性がいい。
バーバピカリ（英: Barbabright / 仏: Barbibul）
声 - 藤本かをる
体色は青。兄弟たちの中では五番目で三男。
科学や天体物理学などの理数系の知識が深く、発明好きでもあるが失敗も多い。星を見ることも好きで、自分の部屋に望遠鏡を持っている。
バーバモジャとは気が合い仲が良く、彼の愚痴の話し相手にもなっている。その一方で、バーバズーとの相性はあまり良くない。
バーバモジャ（英: Barbabeau / 仏: Barbouille）
声 - 芝原チヤコ
体色は黒で、毛が生えている。兄弟たちの中では一番下の末っ子で四男。
絵や彫刻など美術系の特技を持っており、特に絵が好き。他の家族が働く中一人だけ絵ばかり描いていたこともあるが、その内容はそこでの仕事の経過記録だった。
時々ストレスが溜まることがあり、鬱憤して八つ当たりをする事も多い。コンタクトレンズやメガネは使用してないが、近眼であるため目はあまり良くない。

#### 女の子
バーバリブ（英: Barbalib / 仏: Barbotine）
声 - 篠原あけみ
体色はオレンジ色だが、誕生時は朱色だった。頭頂部に飾った花の色は青。兄弟たちの中では二番目で長女。
物知りで、兄弟で一番のしっかり者であるがおしゃまでもある。本が好きで、当初は眼鏡をかけていなかったが、現在はかけている。
ピカリは理数系だったが、彼女の場合は文学系の知識が多い。勝気なバーバーブラボーやワガママなバーバベルとは喧嘩することが多い。
バーバララ（英・仏: Barbalala）
声 - 豊口めぐみ
体色は緑。頭頂部に飾った花の色はピンク。兄弟たちの中では四番目で次女。
穏やかでのんびり屋な性格。兄弟たちの中では比較的おとなしく、そのせいで一番損な役回りをする事が多い。バーバリブやバーバベルなどの女の子とは大の仲良し。
歌と音楽が好きで、笛とハープをよく演奏する。自分でハープなどの楽器に変形することもある。
バーバベル（英・仏: Barbabelle）
声 - 高田由美
体色は紫だが、アニメ版1作目と2作目は赤紫。頭頂部に飾った花の色は黄色。兄弟たちの中では六番目で三女。
おしゃれが好きで、ネックレスをしている。また、ダンスも得意としている。毛虫などの毛の生えた虫やゴキブリなどの害虫が大の苦手。
気が強くてワガママであるためか、バーバモジャやバーバリブとは喧嘩することが多いが、バーバズーやバーバララとは仲がいい。泣き虫な性格でもある。アニメ版3作目では、お嬢様口調で会話する。

### ペット
ロリータ（英・仏: Lolita）
声 - 下山吉光
バーバ一家の飼い犬。一家のトラブルメーカーになることも多い。
オオハシくん（英・仏: Toucan）
バーバズーが可愛がっている南国の鳥。

### その他
フランソワ
最初にバーバパパが生まれた家の男の子。
クロディーヌ
最初にバーバパパが生まれた家の隣に住む女の子。弟がいる。
プンプンファミリー
『バーバパパかせいへいく』で登場した火星人の一家。体型はバーバ一家と似ているが、白黒の模様がついている。一人ひとりの名前に「プン」が入っており、子供たちの名前は音階をモチーフとしている。なお、容姿が似ている宇宙バーバに「バーバテンテン」がいる（詳細は後述）。
バーバテンテン
『バーバパパのかずのほん』で登場した宇宙バーバ。前述のプンプンファミリーと容姿が似ているが、プンプンファミリーとの関連は不明。
ナレーション
声 - 池田昌子

## アニメ（一作目・1974年版）
三度にわたるアニメ化の事情は少し複雑なため、時系列で解説する。
- まず1974年にアニメ化され、同1977年4月4日から1978年3月27日まで[9]東京12チャンネルで毎週月曜日 - 金曜日の19:15 - 19:23（JST）に放映された。前半はオランダのプロダクションが制作したオリジナル版の映像に、後半は日本のK&Sが追加制作し、トップクラフトが実制作を担当したアニメーションに[10]、それぞれ日本で製作した音楽や声を吹き替えていた。また、主題歌、挿入歌もオリジナル版ではなく、日本で製作したものを使用していた。この時の声優は肝付兼太、小原乃梨子の2人で全てのキャラクターを演じていた。ナレーターは小原乃梨子。
- バーバパパたちは「バーバトリック」と呪文を唱えて変形する。効果音としても「バーバトリック」と導入されている。
- 原作はバーバパパえほんとバーバパパミニえほんが中心だが、当時日本では出版されていなかったフランス版コミックも使われている。
- 過去、1990年から最短でも1992年までJSB（日本衛星放送/WOWOW）の「WOWOWアニメランド」枠とパーフェクTV!のキッズステーションに再放映されたことがある。

### スタッフ（一作目・1974年版）
- 企画 - 関根光致子（K&S）、東急エージェンシー
- 原作 - アネット・チゾン、タラス・テイラー
- 監修 - 矢吹公郎
- 音楽 - 木下忠司
- オーディオディレクター - 山崎宏
- 製作協力 - トップクラフト
- 製作 - K&S、東京12チャンネル

### 主題歌・挿入歌
- オープニング主題歌「バーバファミリーのうた」
作詞 - 松山善三 / 作曲 - 木下忠司 / 歌 - 小原乃梨子、肝付兼太（『バーバパパ』ビクターレコード KV-56）
- 挿入歌「バーバピカリのうた」
歌 - 肝付兼太（『バーバパパ』ビクターレコード KV-56）
- 挿入歌「バーバモジャのうた」
歌 - 肝付兼太（『バーバパパ』ビクターレコード KV-57）
- 挿入歌「バーバベルのうた」
歌 - 小原乃梨子（『バーバパパ』ビクターレコード KV-57）
- 挿入歌「バーバズーのうた」
歌 - 肝付兼太（『バーバパパ』ビクターレコード KV-58）
同歌に関しては、上記ビクターレコードの他、ソプラノ歌手藍川由美の『木下忠司作品集 「喜びも悲しみも幾歳月」』（カメラータ 30CM-485）でピアノ伴奏の歌曲としての演奏で聞くことができる。
- 挿入歌「バーバララのうた」
歌 - 小原乃梨子（『バーバパパ』ビクターレコード KV-58）

### 各話リスト（一作目・1974年版）
再放送などでは、この順番で放送されないこともあった。カッコ内は判明している原作の対応。
1. こんにちは バーバパパです（おばけのバーバパパ）
2. バーバパパ大活躍（おばけのバーバパパ）
3. 海をきれいに
4. どうしたのバーバパパ（バーバパパたびにでる）
5. バーバパパ旅に出る（バーバパパたびにでる）
6. バーバパパインドへ行く（バーバパパたびにでる）
7. バーバパパアメリカへ行く（バーバパパたびにでる）
8. バーバパパの宇宙旅行（バーバパパたびにでる）
9. バーバパパの船
10. バーバパパの新しい家（バーバパパのいえさがし）
11. バーバパパの家づくり（バーバパパのいえさがし）
12. 戦うバーバ一家（バーバパパのいえさがし）
13. バーバパパのとこやさん（バーバパパののみたいじ）
14. はだかのバーバモジャ（バーバパパののみたいじ）
15. あの森はどこに
16. バーバパパのミルクしぼり
17. ミルクがのみたいよ
18. バーバ一家のワインパーティ
19. 絵かきのバーバモジャ
20. バーバピカリの小さな恋人
21. バーバモジャのヘァースタイル（バーバモジャのおしゃれ）
22. バーバピカリのモーターボート
23. バーバパパの旅行カバン（バーバパパのアフリカいき）
24. バーバパパアフリカへ（バーバパパのアフリカいき）
25. バーバモジャとハリネズミ
26. バーバピカリの発明狂
27. バーバパパの暴走列車
28. バーバ一家のお医者さん
29. 動物をたすけよう
30. バーバパパの虫退治
31. この玉子だれのかな
32. すばらしいバーバダム
33. 楽しいスポーツ
34. バーバパパの砂漠旅行
35. たのしいおるすばん
36. モデルコンテスト
37. バーバブラボーのスキー
38. モデルになったバーバパパ
39. 赤ん坊の子守り（バーバパパのこもりうた）
40. バーバパパのバースディケーキ（バーバパパのたんじょうび）
41. バーバ一家の音楽会（バーバパパのおんがくかい）
42. 変装しようよ
43. バーバパパのノアの箱船（バーバパパのはこぶね）
44. バーバロケット地球へかえる（バーバパパのはこぶね）
45. ワンちゃん救出作戦
46. バーバリブの眠り姫
47. 消えたパイのなぞ
48. 玉子盗みはだれかな
49. フランソワの誕生日
50. バーバブラボーのモーターカー
51. バーバ一家の記念写真
52. バーバ一家のサーカス
53. 草競馬
54. しかけわな
55. ベビーフード
56. 赤ちゃんの誕生日
57. バーバパパのメキシコ旅行
58. バーバ一家の遊園地
59. バーバリブの貯金箱
60. バーバパパの闘牛士
61. おたまじゃくしはなまずの子
62. はずかしがりやの竜
63. バーバ一家の風船旅行（バーバパパのふうせんりょこう）
64. もうじゅう狩り
65. 鯨を助けよう
66. かくれんぼ
67. バーバ一家のコンサート
68. ブラボーのいばりんぼう
69. 赤い自転車
70. 遊び場をつくろう
71. マラソン
72. 海の底からこんにちは
73. 赤いひよこ
74. 森よ永遠なれ
75. バーバ一家の冒険
76. ロボット洗たく機
77. バーバパパ西部へ行く
78. バーバパパ西部の決闘
79. ピーナッツ畑の大捕物
80. にわか雨
81. やさしいヤギ
82. ブタの郵便屋
83. お花畑を救え
84. バーバズーのお医者さん
85. 地底の冒険
86. 冷蔵庫荒し
87. おもちゃ工場（バーバパパのおもちゃ工場）
88. ふしぎな動物たち
89. 盗まれたモナリザの絵
90. またお化けがあらわれた
91. バーバパパの音楽学校
92. 荒野の恐怖
93. 行方不明のバーバパパ
94. 大騒ぎ水族館
95. バーバパパの工作教室
96. 虹をわたろう
97. 犬の品評会
98. バーバ一家の花火大会
99. 渡り鳥のバーバズー
100. アリさんがんばれ
101. あぶない さあ どうする
102. ブーメランの旅
103. 恐竜に御注意
104. 大きなカシの木
105. 大きな大きな石の彫刻
106. 新しい帽子の旅
107. 迷子の小鳥
108. ゴールはまだまだ
109. 虹色のレール
110. 淋しがりやの子犬
111. バーバテレビ局
112. UFO（ユーホー）が現れた
113. ビーバーの家作り
114. やっかいなお客さん
115. バーバパパの野外学校
116. チャッカリやの蛙
117. ヒナの誕生
118. サーカスが町にやってきた（バーバパパのだいサーカス）
119. バーバパパの劇場（バーバパパのだいサーカス）
120. 迷子になった鯨くん
121. ふしぎな温室
122. 勇者の旗
123. 魔法のつえ
124. ヒヨコの先生
125. いらないものないかな
126. 恐竜が現われた
127. バーバモジャのつぼつくり（バーバモジャのつぼつくり）
128. ミュージカルコメディ
129. ジャングルのミステリー
130. バーバピカリ月へ行く
131. 雪かきをしよう
132. バーバモジャは芸術家
133. バーバピカリの魔術師
134. タイムマシンにのったバーバズー
135. 大騒ぎのシンデレラ
136. 砂遊びコンクール
137. 尺取虫でお手伝い
138. 氷山のクジラ
139. 大レース
140. フランソワの大掃除
141. 3+5=2 バーバ保育園
142. バーバパパの庭園
143. 楽しいキャンプ村
144. バーバ一家のすずめのレストラン
145. バーバモジャの秘密
146. バーバ一家の風車小屋
147. リスとどんぐりの実
148. バーバパパのゆうれい屋敷
149. バーバパパの日本旅行
150. バーバ一家のお祭り
151. バーバリブの絵本
152. パンダの先生
153. 泥棒はだれだ
154. 流れ星
155. エベレスト登山
156. 自動車レース

※なお全てが新作ではなく、後半から再放送が時々入るようになり、それが徐々に増加、終了時は再放送のみとなっていた。こうしたオンエア形態は、『コラルの探検』や『スプーンおばさん』などの帯アニメによく見られる。

### 放送局
- 東京12チャンネル：月曜 - 金曜 19:15 - 19:23
- 北海道文化放送：土曜 8:00 - 8:30（1978年11月頃放送）[11]
- 岩手めんこいテレビ：金曜 17:00 - 17:30（1996年に放送）[12]
- 東日本放送：土曜 17:20 - 17:50（1978年7月29日まで放送）[13]
- 秋田テレビ：月曜 - 金曜 8:30 - 9:00（1979年7月19日から放送）[14]
- 福島テレビ：月曜 - 金曜 17:30 - 17:45[15]（1978年放送）
- 新潟放送：木曜 16:30 - 17:00（1977年12月15日 - 1978年4月27日）[16]
- 富山テレビ：月曜 - 木曜 6:10 - 6:40（1993年1月4日 - 1993年1月29日）→月曜 - 金曜 6:10 - 6:40（1993年2月1日 - 1993年3月3日）[17]
- 石川テレビ：月曜 - 金曜 8:30 - 9:00（1979年頃放送）[18]
- 福井テレビ：月曜 - 金曜 17:10 - 17:25（1979年頃放送）[19]
- 長野放送：月曜 - 金曜 7:30 - 8:00（1983年初頭に放送[20]）
- テレビ静岡：月曜 - 金曜 8:30 - 9:00（1978年8月28日まで放送）[13]
- 近畿放送：火曜 19:00 - 19:30（1978年3月まで[21]）、金曜 19:30 - 20:00[22]
- サンテレビ：火曜 19:00 - 19:30（1978年3月まで[21]）、金曜 18:30 - 19:00（1980年に放送）[23]
- 奈良テレビ：木曜 19:00 - 19:30（1980年10月23日まで放送）[24]
- テレビ和歌山：金曜 19:30 - 20:00（1980年に放送）[25]
- 日本海テレビ：月曜 - 木曜 17:00 - 17:30（1978年8月21日まで放送）[13]
- 広島ホームテレビ：月曜 - 金曜 17:30 - 18:00（1978年1月10日 - 3月3日）[26]
- 山口放送：土曜 17:25 - 17:55（1982年に放送）[27]
- 瀬戸内海放送：月曜 - 金曜 17:00 - 17:30（1980年4月頃放送）[28]
- テレビ高知：木曜 17:25 - 17:55（1978年8月頃放送）[13]
- 福岡放送：月曜 - 金曜 8:30 - 9:00（1978年8月頃放送）[13]
- 長崎国際テレビ：月曜 - 金曜 6:45 - 7:00（1993年頃放送）[29]
- 鹿児島テレビ：土曜 8:00 - 8:30（1984年頃放送）[30]

## アニメ（二作目・1990年版）
1974年版（オランダで制作されたオリジナル版）の声優・音楽・台詞などの音響を日本語吹き替えでオリジナル版に差し戻され、帯番組だったエピソードを繋げたものが、CBS・ソニーグループ→ソニー・ミュージックエンタテインメントよりセルビデオ（VHS）として発売された。声優は富山敬、一城みゆ希。その後SME・ビジュアルワークス→アニプレックスより『バーバパパ・クラシックDVD』として2001年、2005年と、様々なパッケージで発売された。変形時は「バーバ変身」というセリフに変わっている。2023年からAmazon Prime Videoで全39話で観られるようになった。ナレーションとバーバパパの声が富山敬氏なのでこの1990年版と思われる。

### 各話リスト（二作目・1990年版）
★印はソフトとして発売された時の表題作。
1. おばけのバーバパパ★
2. バーバパパの海水浴
3. バーバパパの砂漠旅行
4. バーバパパの暴走機関車
5. バーバパパのひつじかい
6. バーバパパの害虫たいじ
7. バーバパパたびにでる★
8. バーバキッズの運動会
9. バーバピカリのボート
10. バーバブラボーのスキー
11. バーバパパのおんがくかい★
12. バーバモジャのつぼづくり
13. バーバピカリのはつめい
14. バーバキッズのおしゃれごっこ
15. バーバパパのジュースづくり
16. バーバパパのいえさがし
17. バーバパパのたんじょうび★
18. バーバモジャのノミたいじ
19. バーバママのかわいいこうし
20. バーバズーとまいごのたまご
21. バーバモジャのおしゃれ
22. バーバキッズの子供部屋
23. バーバパパのアフリカいき
24. バーバパパのはこぶね★
25. バーバパパのこもりうた
26. バーバパパうみにでる
27. バーバキッズのやまのぼり

## アニメ（三作目・1999年版）
1999年に『バーバパパ 世界をまわる』を製作、1999年7月5日から10月8日までNHK教育テレビで、毎週月曜日から金曜日の16:50 - 16:55（JST）に放映された。このシリーズでは、変形時に「バーバトリック」の掛け声が使われなくなった。

### スタッフ（三作目・1999年版）
- 原作 - アネット・チゾン、タラス・テイラー
- シリーズ構成 - 中村修
- キャラクターデザイン - 窪詔之
- 美術監督 - 池田祐二（Studio Wyeth）
- カラーデザイン - 長島真弓
- 音楽 - 神尾憲一（ライトリンクミュージック）
- 音響監督 - 中野徹
- サウンドデザイン - 金丸孝彦（音塾）
- 録音制作 - HALF H・P STUDIO
- アニメーションプロデューサー - 朴谷直治（スタジオぴえろ）
- プロデューサー - 富井道宏、水尾芳正、斎藤尹克（講談社）
- 監督 - 原征太郎
- 製作 - 講談社、スタジオぴえろ
- 著作 - NHK

### 各話リスト（三作目・1999年版）
こちらもフランス版コミックから取られた話が存在する様である。ソフト未収録の話も存在する。ソフト化された際、以下の順に5話ずつまとめて全4巻のソフトとなった。
1. ふるさと編
2. 中国編
3. インド編
4. ヒマラヤ編
5. 北欧編
6. ボルネオ編
7. スマトラ編
8. ニューギニア編
9. 熱帯アフリカ編
10. サバンナ編
11. オーストラリア編
12. ガラパゴス編
13. アメリカ大草原編
14. アメリカ西部編
15. 北極編
16. アンデス編
17. アマゾン編
18. 南極編
19. 紅海編
20. マダガスカル編

## その他
- イタリア語版ではバーバブラボーは日本語版のバーバピカリを指す。日本語版のバーバブラボーはイタリア語版のバーバフォルテにあたる。
- コロムビアミュージックエンタテインメントから2005年11月に発売されたオムニバスアルバム『こどものうた いっぱい 福袋!!』では、1977年版アニメ主題歌「バーバファミリーのうた」を山野さと子、橋本潮、瀧本瞳、林アキラ、中尾隆聖、くまいもとこがカバーしている。
- 電気グルーヴの前身バンドである人生が、1977年版アニメ主題歌の「バーバファミリーのうた」と「バーバモジャのうた」をカバーしている。前者はミニアルバム『バーバパパ』に、後者はアルバム『SUBSTANCE V』にそれぞれ収録されている。
- ミュージカル化もされている。あの軟体を再現するのは困難なため、人間の俳優がダブダブの布を着て、原作とは異なるスピーディーな演技を見せた。
- 旭化成のサランラップのCMにCGで登場している。
- 積水ハウス「住まいの参観日」のイメージキャラクターに採用されており、CMにも登場している。
- 百十四銀行イメージキャラクターとして通帳等のデザインに採用されている。過去にCMに登場しており、この際のバーバパパの担当声優は寒川英彦である。銀行公式サイトのCM情報やCMギャラリー等では公開されていない。
- 2015年5月19日、誕生45周年を記念してGoogle Doodleがバーバパパとその家族でデザインされたものになった[31]。